# Sorata
Sorata est une ville du département de La Paz, en Bolivie, et la capitale de la province de Larecaja. Elle est située à 97 km au nord-ouest de La Paz. Sa population s'élevait à 2 217 habitants en 2001.

## Géographie
La vallée de Sorata est située à l'est du lac Titicaca, à environ 100 km à vol d'oiseau au nord-nord-ouest de La Paz. Dominée par le massif de l'Illampu (6 429 m), dernier maillon de la Cordillère Royale, elle appartient au bassin hydrographique du Béni (Amazonie).
Sorata se situe à une altitude de 2 677 m, au pied du mont Nevado Illampu, une des montagnes les plus élevées de Bolivie. Son climat tempéré et son altitude moyenne (2 700 m) ont permis à l'homme d'y pratiquer une agriculture riche et variée : arbres fruitiers, maïs et pomme de terre, horticulture, élevage. La population est aymara (Indiens de la région du lac Titicaca et des Hauts plateaux boliviens).

## Économie
Sorata est un centre agricole et touristique au niveau national.

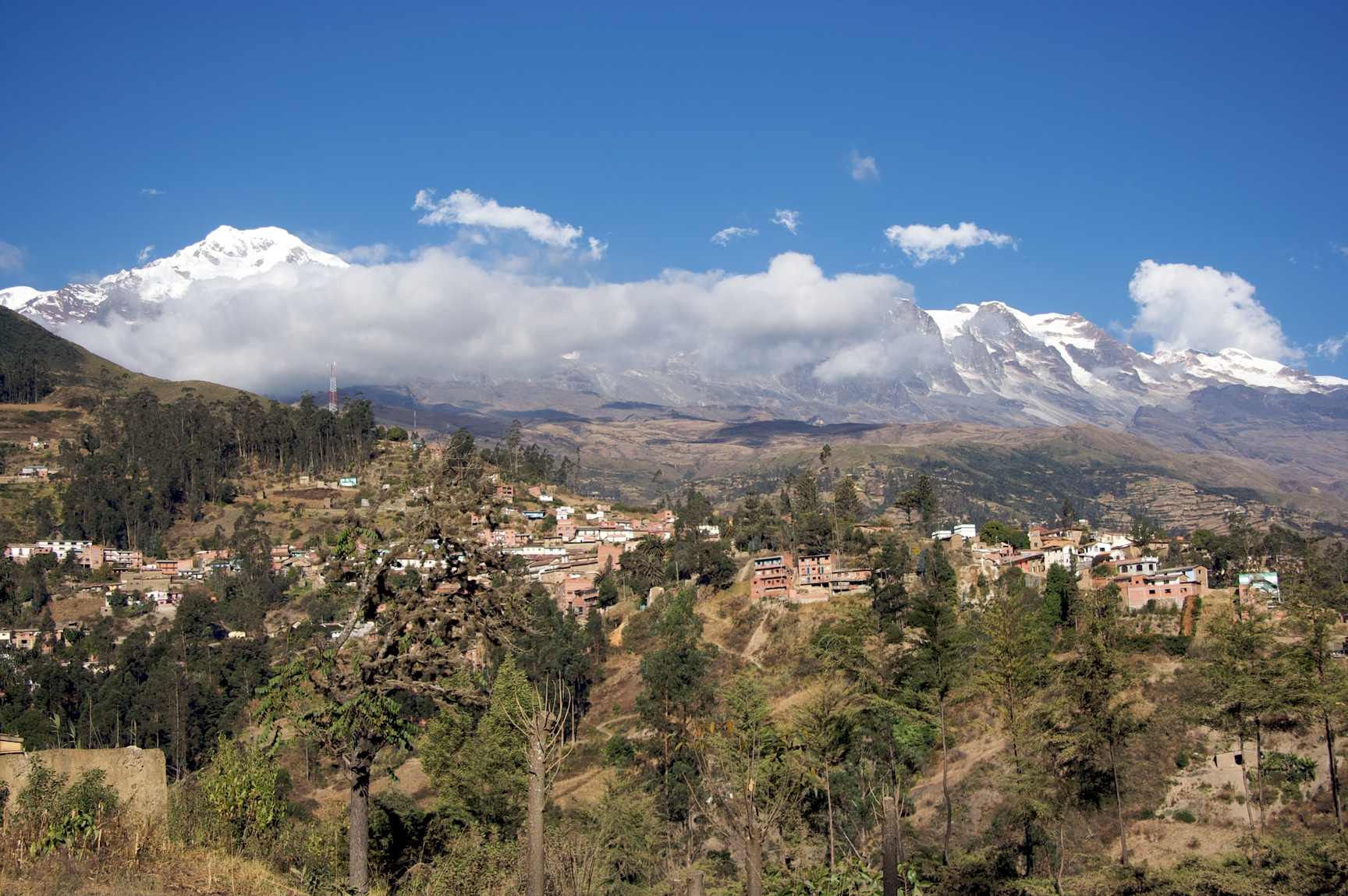
Vue de Sorata et sommets enneigés à l'arrière plan